# Octlamecayo
Octlamecayo är en ort i Mexiko.   Den ligger i kommunen San Martín Chalchicuautla och delstaten San Luis Potosí, i den sydöstra delen av landet, 210 km norr om huvudstaden Mexico City. Octlamecayo ligger 265 meter över havet och antalet invånare är 326.
Terrängen runt Octlamecayo är varierad. Octlamecayo ligger uppe på en höjd. Runt Octlamecayo är det ganska tätbefolkat, med 248 invånare per kvadratkilometer. Närmaste större samhälle är Tamazunchale, 17,9 km väster om Octlamecayo. Omgivningarna runt Octlamecayo är en mosaik av jordbruksmark och naturlig växtlighet.